# Khvosh
Khvosh (persiska: خوش, خُش, خُوش) är en ort i Iran.   Den ligger i provinsen Zanjan, i den nordvästra delen av landet, 270 km väster om huvudstaden Teheran. Khvosh ligger 1 750 meter över havet och antalet invånare är 799.
Terrängen runt Khvosh är platt åt nordost, men åt sydväst är den kuperad.Runt Khvosh är det ganska glesbefolkat, med 34 invånare per kvadratkilometer. Närmaste större samhälle är Sojās, 8,0 km öster om Khvosh. Trakten runt Khvosh består i huvudsak av gräsmarker.